# Armillaria solidipes

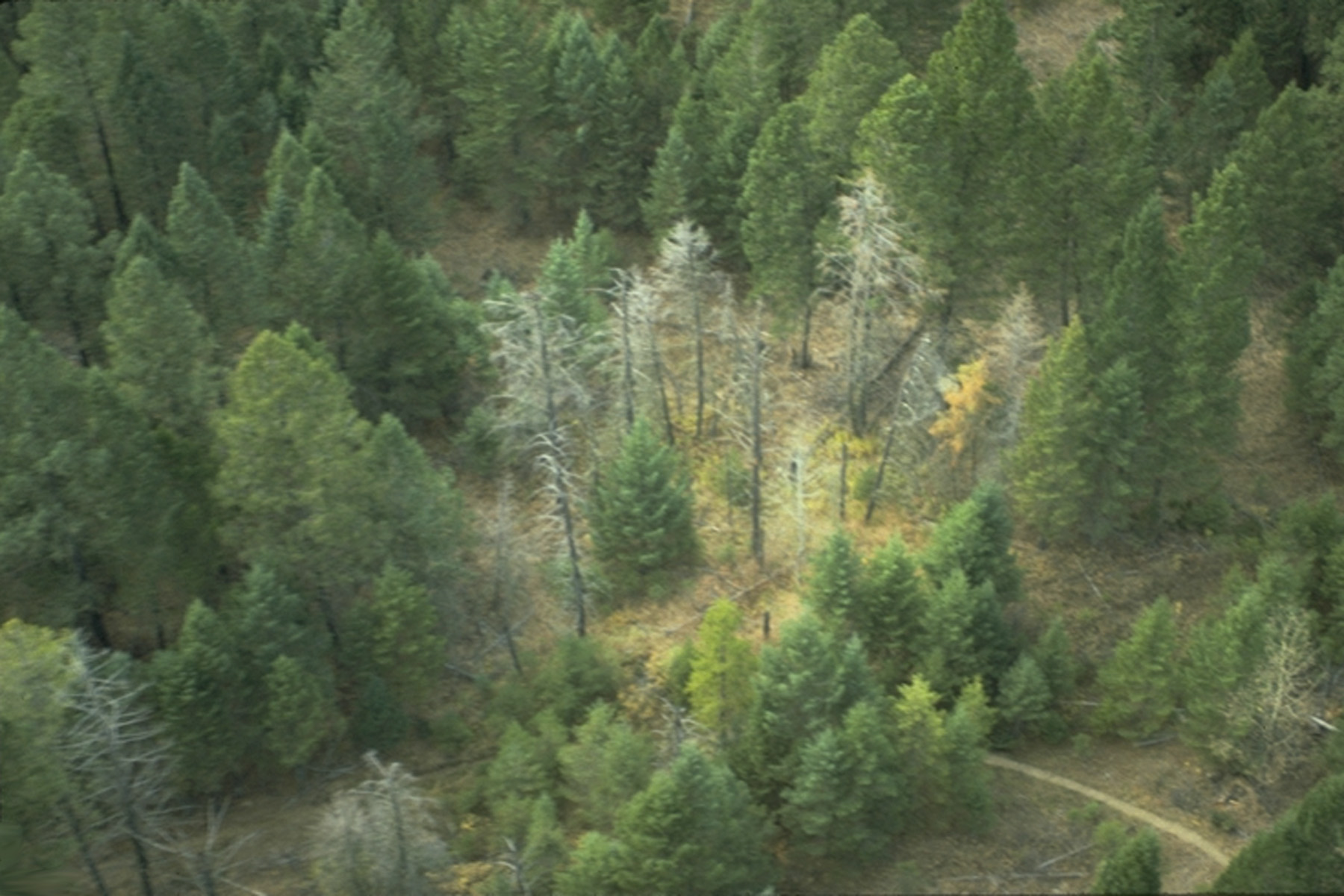
Destruição da Floresta pelo fungo.

O Armillaria solidipes (antes designado Armillaria ostoyae) é um fungo que pertence ao género Armillaria, também conhecidos como cogumelo-do-mel.
Foi encontrado em novembro de 2000 sob o solo da Floresta Nacional de Malheur, nas montanhas Blue no leste do estado chuvoso de Oregon, é atualmente considerado como a maior colônia de fungos do mundo. Através de estudos de DNA e índices de taxa de crescimento, descobriu-se que este fungo cobre uma área de 8,9 km² (equivalente a 1220 campos de futebol). A sua idade é difícil de avaliar, e embora alguns estudiosos afirmem que este organismo vivo pode ter 2400 anos de idade, pesquisas recentes com base no genoma do fungo parecem indicar que pode ter 8000 anos. Estima-se que este fungo possa ter uma massa total de 605 toneladas. Ele é considerado como o maior organismo do mundo.
O fungo nasceu como uma partícula minúscula (esporo) impossível de ser vista, e vem estendendo seus filamentos, entre as raízes das árvores. À superfície do solo, ele possui a forma de pequenos cogumelos de aparência inocente, mas sob o solo (micélio) fixa-se nas raízes das árvores da floresta, roubando-lhes água, nutrientes, provocando putrefação e morte das mesmas. Embora existam espécies de árvores que resistam a este fungo, a taxa de crescimento fica comprometida. Assim, abre caminho para que espécies vegetais floresçam no lugar.